# Национален отбор по хандбал на Северна Македония
Националният отбор по хандбал представя Северна Македония на международни състезания по хандбал.
Той е сред най-силно представящите се спортни национални отбори на страната. Създаден е през 1993 г., след като е обявена независимостта на Северна Македония. Преди това нейната прешественичка СР Македония се представя чрез националния отбор по хандбал на Югославия, от където наследява силни традиции в този спорт.
Капитан и най-добре представящ се хандбалист за отбора е Кирил Лазаров, който играе за ХК Барселона и освен това е европейски и световен рекордьор по отбелязани най-много голове в шампионат – 61 гола за 7 мача на Европейското първенство през 2012 г.

## Успехи

### Световни първенства
- 1999: 18 място
- 2009: 11 място
- 2013: 14 място
- 2015: 9 място
- 2017: 15 място
- 2019: 15 място
- 2021: 23 място
- 2023: 27 място
- 2025: 15 място

### Европейски първенства
- 1998: 12 място
- 2012: 5 място
- 2014: 10 място
- 2016: 11 място
- 2018: 11 място
- 2020: 15 място
- 2022: 22 място
- 2024: 17 място

### Олимпийски игри
не се е класирал

## Известни хандбалисти
- Кирил Лазаров
- Петър Ангелов